# Pseudotabanus queenslandi
Pseudotabanus queenslandi är en tvåvingeart som beskrevs av Ricardo 1915. Pseudotabanus queenslandi ingår i släktet Pseudotabanus och familjen bromsar. Inga underarter finns listade i Catalogue of Life.